# Mac OS Classic
 (février 2025).
Si vous disposez d'ouvrages ou d'articles de référence ou si vous connaissez des sites web de qualité traitant du thème abordé ici, merci de compléter l'article en donnant les références utiles à sa vérifiabilité et en les liant à la section « Notes et références ».
Ne doit pas être confondu avec macOS.
Mac OS Classic est la série de systèmes d'exploitation développés par Apple pour sa famille d'ordinateurs personnels Macintosh de 1984 à 2001, commençant par Système 1 et en terminant par Mac OS 9. C'est le premier système grand public ayant une interface graphique, inspirée de Xerox Alto et fondée sur le modèle WIMP  (c.-à-d. doté de fenêtres, icônes, menus et souris).
Les dernières mises à jour de Mac OS 9 publiées en 2001 ont assuré l'interopérabilité avec Mac OS X (aujourd'hui macOS). Le nom « Classic » qui désigne désormais le Mac OS historique dans son ensemble fait référence à l'environnement Classic, une couche de compatibilité qui a facilité la transition vers Mac OS X.

## Évolution
L'interface graphique à base de fenêtres, icônes, menus et souris (modèle WIMP) a été développée aux laboratoires Xerox PARC. Après une visite de ces laboratoires, Steve Jobs, cofondateur d'Apple avec Steve Wozniak, décide de créer un ordinateur personnel basé sur cette interface. Apple sort d'abord le Lisa, qui est un échec, puis le Macintosh.
Les premiers Macintosh, équipés d'un microprocesseur Motorola 68000, ont utilisé des versions successives du système, nommé « System », en français « Système », et numérotées de 1 à 6 (de janvier 1984 à novembre 1987). Viennent ensuite les versions 7 à 9, qui équipent les derniers Macintosh utilisant un microprocesseur de la famille 680x0 (la dernière version pour les 680x0 étant la 8.1), puis les Power Macintosh (à microprocesseur PowerPC codéveloppé par IBM et Motorola et Apple). C'est à partir de la version 7.6 du système que celui-ci prend le nom de « Mac OS » et adopte son logo spécifique qui combine un visage de face et un autre de profil.
En 1993, sous le nom de Projet Star Trek, un portage assez avancé du Système 7 sous architecture x86 d'Intel est effectué, mais le manque de leadership de la firme à l'époque fait avorter ce projet. Les responsables de la division hardware craignaient la concurrence de clones et Apple était dans le même temps engagée dans un profond renouvellement de son architecture matérielle et logicielle avec la migration vers le PowerPC.
L'adoption du PowerPC, incompatible avec les 680x0, impliquait de porter Mac OS et de lui ajouter des capacités d'émulation pour permettre aux anciens logiciels de fonctionner sans rencontrer de problèmes de compatibilité. Cette migration s'est déroulée sans gros problèmes et les Power Mac ont dès leur sortie affiché des gains notables de performances. Les éditeurs ont progressivement mis à jour leurs logiciels pour les compiler nativement en code PowerPC et leur permettre de tirer profit des avancées techniques du PowerPC.
Apple se lance alors à l'époque dans le développement d'un nouveau système d'exploitation basé sur une nouvelle architecture ambitieuse, nom de code Copland, mais à nouveau les problèmes internes à la société mêlés aux difficultés de conception empêchent ce projet d'aboutir.
La sortie de Mac OS 8 s'est accompagnée d'un changement radical de l'interface (nouvelle interface Platinium). La version 8.1 a vu apparaître le support du système de fichier HFS+ ou HFS étendu ; la version 8.5, la création de l'outil de recherche Sherlock et la version 9, un semblant de multiutilisateur.
En 1997, Apple choisit d'acheter l'entreprise NeXT (fondée par Steve Jobs, fondateur et patron historique d'Apple) qui développait NeXTSTEP, plutôt que Be (BeOS), et d'embaucher ses développeurs. L'adaptation en Mac OS X est présentée le 24 mars 2001. Les retards pris dans le développement de cette nouvelle version ont induit en cours de route des changements assez importants, dont l'adoption d'une partie du code issu des systèmes BSD[réf. nécessaire]. Les couches basses de Mac OS X sont dérivées de FreeBSD, un système UNIX libre et du micro-noyau Mach ; elles sont appelées Darwin.
Mac OS X est donc un UNIX avec une interface graphique avancée, largement inspirée des versions précédentes et de l'interface NeXT, tout en apportant de nombreuses nouveautés. Il fonctionne aussi bien sur des Mac équipés d'un processeur de la famille PowerPC que sur les Mac plus récents adoptant l'architecture x86. Sur les Mac équipés d'un processeur PowerPC, l'ancien système (Mac OS 9) peut être lancé dans Mac OS X pour garder une compatibilité avec les anciennes applications : c'est le mode Classic. Contrairement à ses prédécesseurs, Mac OS X offre le multitâche préemptif, la gestion multiprocesseur et multiutilisateur, la mémoire protégée…
En 2016, Apple confirme le nom de macOS pour son nouveau système d'exploitation.

### Chronologie des premiers systèmes
Entre 1984 et 1988, le Système a peu évolué, mais sont apparues de multiples versions aux numéros anarchiques et prêtant à confusion. En effet, à chaque « Système » correspondait la combinaison d'une version du Système proprement dit et d'une version du Finder.
- janvier 1984 : Système 0.0 : System 0.97, Finder 1.0
- mai 1984 : Système 0.1 : System 1.1, Finder 1.1
- avril 1985 : Système 0.3 : System 2.0, Finder 1.1
- avril 1985 : Système 0.5 : System 2.0, Finder 4.1
- janvier 1986 : Système 0.7 : System 3.0, Finder 5.1
- février 1986 : Système 1.0 : System 3.1, Finder 5.2 (première commercialisation)
- juin 1986 : Système 1.1 : System 3.2, Finder 5.3
- janvier 1987 : Système 2.0 : System 3.3, Finder 5.4
- mars 1987 : Système 2.0.1 : System 4.0/4.1, Finder 5.4/5.5
- octobre 1987 : Système 5.0 : System 4.2, Finder 6.0, MultiFinder 1.0
- novembre 1987 : Système 5.1 : System 4.3, Finder 6.0, MultiFinder 1.0
- septembre 1988 : Système 6.0 : System 4.4, Finder 6.0, MultiFinder 1.1

### Mises à jour majeures et mineures

#### Mac OS
- 13 mai 1991 : Système 7
- mars 1995 : Système 7.5
- 26 juillet 1997 : Mac OS 8
- 17 octobre 1998 : Mac OS 8.5
- 23 octobre 1999 : Mac OS 9 est la toute dernière et unique mise à jour majeure avant Mac OS X ; la toute dernière et unique mise à jour mineure est Mac OS 9.2.2 (aussi appelé « Classic » sous Mac OS X). Une dernière version 9.3 sera vendue avec les iMac DV.